# Chaefchufu
Chaefchufu (auch Chufuchaef gelesen, eigentlich Cha-ef-Chufu) ist der Name eines altägyptischen Prinzen, welcher Sohn von König (Pharao) Cheops in der 4. Dynastie während des Alten Reiches war. Seine Mutter war Königin Henutsen. Einige Ägyptologen argwöhnen, ob er nicht identisch mit König Chephren war: er könnte seinen Namen von „Cha-ef-Chufu“ in „Cha-ef-Re“ umgeändert haben, nachdem er den Thron bestieg. Diese Theorie ist allerdings umstritten. Chaefchufu trug unter anderem den Titel „Leiter der westlichen Wüste“ (Imi-ra-semat-imentet).
Chaefchufu wurde in der Doppelmastaba G 7130-7140 in der Pyramidennekropole des Cheops in Gizeh bestattet. Während Grab G 7130 seiner Ehefrau Neferet-kau gehörte, besaß er selbst das Grab G 7140.